# Akihiko Hirata
Akihiko Hirata (平田昭彦?, Hirata Akihiko; Seul, 16 dicembre 1927 – Tokyo, 25 giugno 1984) è stato un attore giapponese.

## Biografia
Ha debuttato nel 1953 in The Last Embrace, mentre il suo ultimo film è stato Sayonara Jupiter del 1984. Nella sua intera carriera ha lavorato in oltre 135 produzioni. Nonostante Hirata abbia recitato in innumerevoli pellicole (inclusa la trilogia dei samurai di Hiroshi Inagaki), è principalmente conosciuto per i suoi ruoli nel genere kaijū, con film come Il trionfo di King Kong, I misteriani, ed il suo ruolo maggiormente conosciuto, quello del Dr. Daisuke Serizawa, il brillante ma folle scienziato nel primo film di Godzilla, distribuito nel 1954. Hirata è morto dopo una lunga lotta contro il cancro ai polmoni nel 1984, all'età di cinquantasei anni.

## Filmografia

### Cinema
- Godzilla, regia di Ishirō Honda (1954)
- Rodan, il mostro alato, regia di Ishiro Honda (1956)
- I misteriani, regia di Ishiro Honda (1957)
- Daikaijū Baran, regia di Ishiro Honda (1958)
- Hawaii-Midway Battle of the Sea and Sky: Storm in the Pacific Ocean (1960)
- Mosura, regia di Ishiro Honda (1961)
- Sanjuro, regia di Akira Kurosawa  (1962)
- Gorath, regia di Ishiro Honda (1962)
- Il trionfo di King Kong, regia di Ishiro Honda (1962)
- Atragon, regia di Ishiro Honda (1963)
- Ghidorah! Il mostro a tre teste, regia di Ishiro Honda (1964)
- Il ritorno di Godzilla, regia di Jun Fukuda (1966)
- Il figlio di Godzilla, regia di Jun Fukuda (1967)
- Chōhen kaijū eiga Ultraman (長篇怪獣映画ウルトラマン , Chōhen Kaijū Eiga Urutoraman), regia di Hajime Tsuburaya e Eiji Tsuburaya (1967)
- Latitudine zero, regia di Ishiro Honda  (1969)
- Gojira VS Mekagojira, regia di Takao Okawara (1974)
- Distruggete Kong! La Terra è in pericolo!, regia di Ishiro Honda (1975)
- Guerra spaziale, regia di Jun Fukuda  (1977)

### Televisione
- Ultra Q - serie TV, (1966)
- Ultraman - serie TV, (1966)
- Ultraseven - serie TV, (1967)

## Doppiatori italiani
Nelle versioni in italiano nelle opere in cui ha recitato, Akihiko Hirata è stato doppiato da:
- Gianfranco Bellini in Godzilla, I misteriani
- Paolo Ferrari in Rodan, il mostro alato
- Riccardo Cucciolla in Atragon
- Michele Gammino in Il ritorno di Godzilla
- Renato Izzo in Il figlio di Godzilla
- Rino Bolognesi in Latitudine zero
- Gino Pagnani in Distruggete Kong! La Terra è in pericolo!